# Paradiplodia aurantiorum
Paradiplodia aurantiorum är en svampart som först beskrevs av Speg., och fick sitt nu gällande namn av Clem. & Shear 1931. Paradiplodia aurantiorum ingår i släktet Paradiplodia, divisionen sporsäcksvampar och riket svampar.   Inga underarter finns listade i Catalogue of Life.